# Rudolf Weigl
Pour les articles homonymes, voir Weigl.
Rudolf Stefan Jan Weigl (2 septembre 1883, Prerau – 11 août 1957, Zakopane) est un biologiste polonais et l'inventeur du premier vaccin efficace contre le typhus européen. Il a fondé l'Institut Weigl à Lwów en Pologne (maintenant Lviv en Ukraine), où il menait ses recherches sur le vaccin. Ce fut là que, pendant la Shoah, il abrita des Juifs au risque de se faire tuer par les Nazis (en); ses vaccins étaient aussi transportés en contrebande à l'intérieur du ghetto local ainsi que dans le ghetto de Varsovie, permettant de sauver des vies innombrables parmi les Juifs.

## Biographie
Né à Prerau, Rudolf Weigl est issu d'une famille autrichienne. Après le décès de son père dans un accident de vélo quand il était petit, sa mère Elisabeth Kroesel épousa Józef Trojnar, professeur de lycée polonais, et s'installa avec sa famille à Jasło en Pologne. Plus tard, la famille déménagea à Lwów, où Weigl obtint son diplôme en 1907 du département de biologie à l'université Jan Kazimierz de Lwów. Il y suivit les enseignements des professeurs Benedykt Dybowski (1833-1930) et Józef Nusbaum-Hilarowicz (1859 – 1917). Après la fin de ses études, Weigl devint assistant de Nusbaum et reçut son habilitation en 1913 au département de zoologie comparative et d'anatomie.
De 1918 à 1920 Weigl a travaillé dans un laboratoire militaire à Przemyśl, avant d'être nommé professeur de biologie à l'université de Lwów. Dans l'entre-deux-guerres, il acquiert une renommée mondiale grâce à ses travaux.
Après l'invasion des troupes soviétiques en septembre 1939, il poursuit les activités de l'Institut dans le Lvov soviétique désormais occupé. La production de vaccins contre le typhus est massivement augmentée. Après l'invasion allemande de la ville le 30 juin 1941, les nouveaux occupants abattent 25 professeurs de l'université, y compris l'ancien Premier ministre et mathématicien polonais Kazimierz Bartel. En raison du danger croissant pour sa propre vie, Weigl se déclare prêt à continuer à travailler, mais refuse de signer la Deutsche Volksliste (dont le but était de classer les habitants des territoires occupés allemands en catégories de désirabilité). Les Nazis s'intéressèrent de près à ses recherches. Au cours des quatre années suivantes, Weigl dirigea l'Institut de recherche sur le typhus et le virus de Lvov, une branche de l'Instituts für Fleckfieber – und Virusforschung du Haut Commandement de l'Armée à Cracovie. Dans ce contexte, il sauva la vie de nombreuses personnes (le nombre est estimé à plusieurs milliers) en qualifiant leur travail « d'important pour l'effort de guerre ». Parmi les employés figuraient des professeurs d'université polonais tels que Stefan Banach, Bronisław Knaster et Władysław Orlicz. Les employés nourrissaient de leur sang des poux infectés et le sérum était extrait des intestins des insectes. Parmi les rescapés se trouvaient aussi des Juifs, comme son collègue de science naturelle et sociologue Ludwik Fleck. Ainsi, Weigl employa et protégea des intellectuels polonais, des Juifs et des membres de la résistance polonaise. Grâce à la contrebande, ses vaccins sauvèrent des vies innombrables dans les ghettos de Lwów et de Varsovie jusqu'à ce que l'Institut soit fermé par les forces de l'Union soviétique après l'offensive de 1944.
Weigl vint à Cracovie en 1945. Il reçut la chaire de l'Institut de microbiologie générale à l'université Jagellonne de Cracovie et, plus tard, la chaire de biologie à la Faculté de médecine de Poznań. La production du vaccin demeura à Cracovie dans les années qui suivirent et jusqu'à aujourd'hui. Le nouveau régime lui proposa également des installations de fabrication de vaccins à Moscou. Son refus de s'impliquer dans le régime socialiste lui fut dommageable. Il mourut, brisé et oublié, le 11 août 1957.

## Hommage
L'Institut Weigl occupe un rôle important dans le film d'Andrzej Żuławski, La Troisième Partie de la nuit (1971).
En 2003, le professeur Weigl reçut à titre posthume la médaille de Juste parmi les nations décerné par l’État d'Israël,.

## Méthode de production du vaccin
En 1930, après la découverte en 1909 de Charles Nicolle que les poux étaient le vecteur du typhus épidémique et en suivant les travaux faits pour un vaccin d'une maladie très similaire (la fièvre pourprée des montagnes Rocheuses), Weigl passa à l'étape suivante en développant une technique de production du vaccin en élevant des poux infectés et en les utilisant pour former la base du vaccin. Il affina sa technique pendant les années qui suivirent jusqu'en 1933 où il lança un test à grande échelle.
La méthode se découpait en quatre étapes principales :
- Élever des poux sains, pendant environ 12 jours
- Leur injecter le typhus
- Les élever encore, pendant 5 jours supplémentaires
- Utiliser le broyat des intestins de poux infectés pour composer le vaccin.

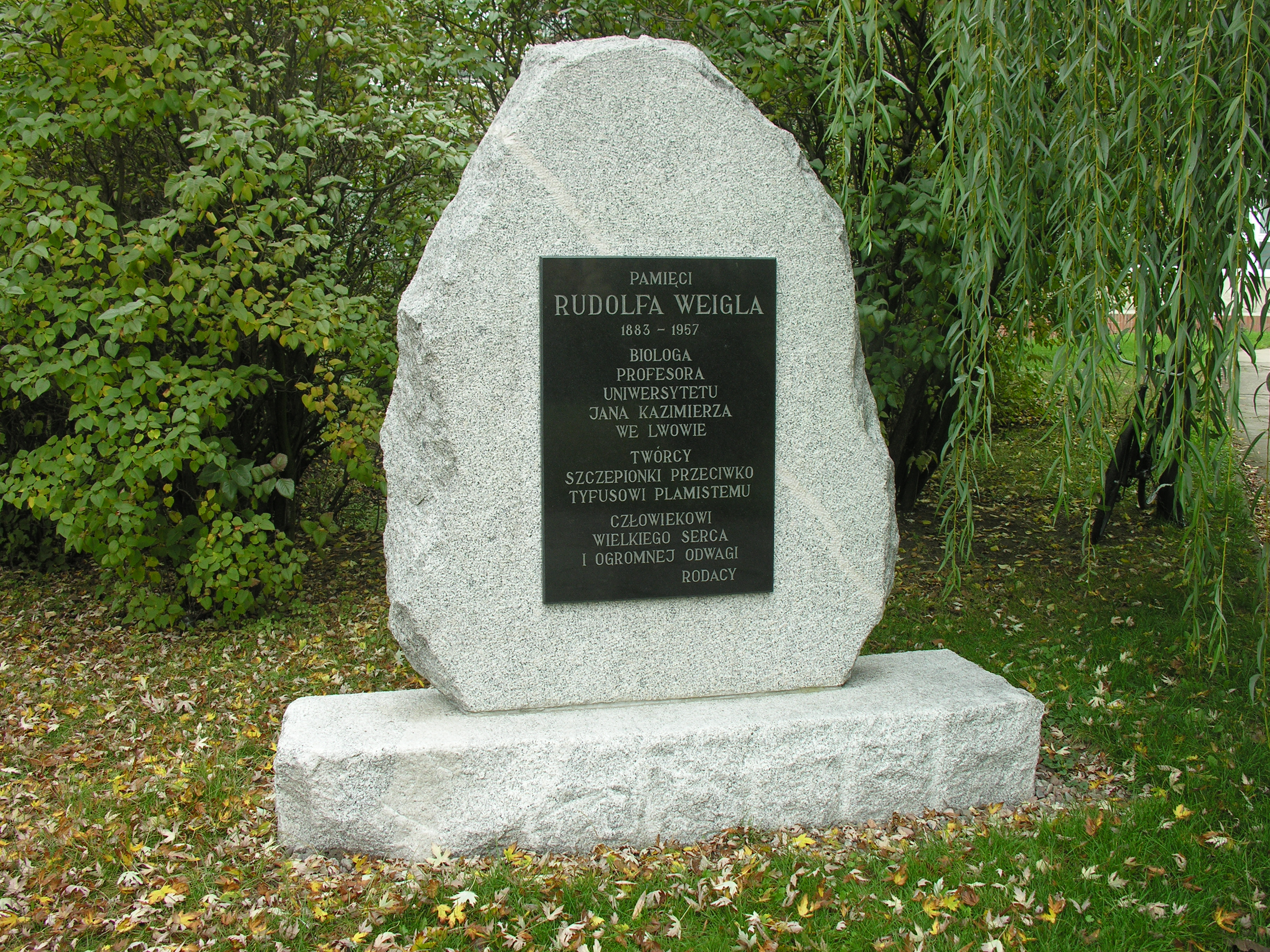
Monument dédié à Rudolf à Wrocław

Élever des poux consistait à les nourrir du sang du plus grand nombre possible d'humains. Il testa tout d'abord son protocole sur des cochons d'Inde mais passa à des tests à grande échelle sur des humains aux alentours de 1933 ; les poux se nourrissant en pompant le sang de cuisses humaines à travers un écran. Cette méthode pouvait transmettre le typhus lors des derniers jours d'élevage, après inoculation des poux. Ce problème a été résolu en vaccinant rigoureusement les humains "nourriciers", ce qui empêcha leur décès (bien que certains aient contracté la maladie). Le docteur Weigl lui-même contracta la maladie, mais il guérit.
Ce vaccin fut déployé pour la première fois en Chine par des missionnaires belges. Sa production était à la fois dangereuse et difficilement réalisable à grande échelle. D'autres vaccins ont par la suite été développés par la suite, qui étaient moins dangereux à produire et dont la rentabilité était supérieure, notamment celui développé par Herald Rae Cox qui était cultivé sur des jaunes d'œuf.

## Source
- (en) Cet article est partiellement ou en totalité issu de l’article de Wikipédia en anglais intitulé « Rudolf Weigl » (voir la liste des auteurs).